# Křesťanská pouť

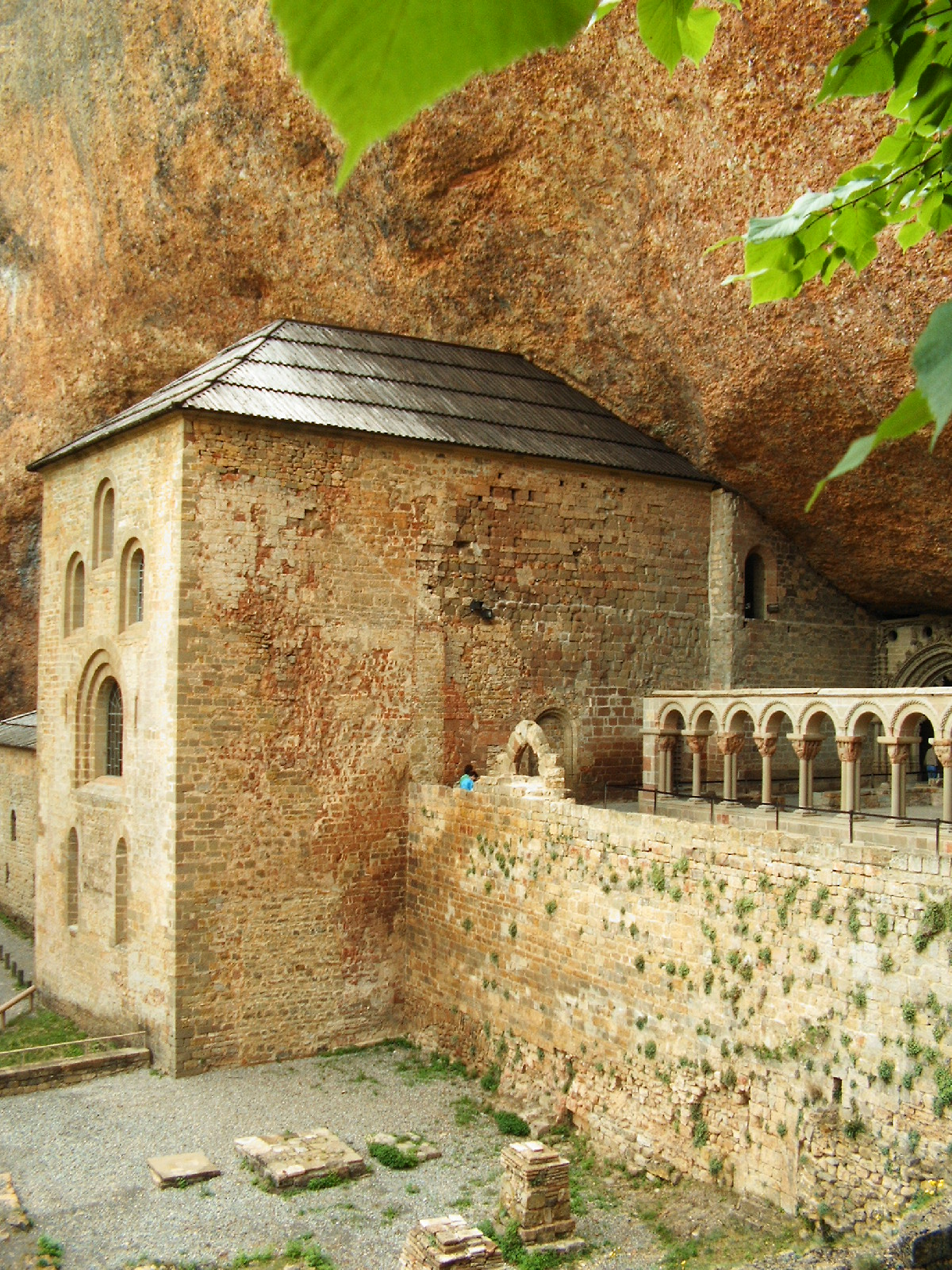
Svatojakubská cesta (el Camino de Santiago) je pouť ke katedrále v Santiagu de Compostela, kde jsou podle legendy uloženy ostatky apoštola sv. Jakuba Velikého. Trasa byla v říjnu 1987 Radou Evropy vyhlášena první evropskou kulturní cestou. V roce 1993 byla také zařazena mezi památky světového dědictví UNESCO.

Křesťanství má silnou tradici  poutí, a to jak na místa související s novozákonním vyprávěním (zejména do Svaté země), tak na místa spojená s pozdějšími světci nebo zázraky.

## Historie
Latinský výraz pro poutníka, peregrinus, byl vytvořen ze dvou slov: per – přes a ager – pole. Čeština užívala také v minulosti podobného výrazu „přespolní“ pro člověka, jehož domov a působiště byly jinde, než tam, kde se octl, tedy toho, kdo byl mimo své trvalé bydliště. Vyjádřeno současnými pojmy, je možno takto hovořit i o lidech, jejichž zaměstnání je často přivádí do cizích zemí a měst, anebo také o turistech . V Písmu svatém se vyskytují výrazy odpovídající v řečtině tomuto pojmu. sv. Pavel je různě užívá pro toho, kdo se octl mimo svou vlast, pro cizince, hosta, nebo i toho, kdo je z jakéhokoliv důvodu mimo svůj domov. Když se tento pojem přenese na náboženskou rovinu, jak to činí sv. Pavel i sv. Petr ve svých listech, naznačuje se tím trvalé postavení křesťana, který je „poutníkem“ na této zemi. Nemá na ní trvalý pobyt, neboť ona není konečným a vrcholným místem jeho bytí, neboť je jeho pouhou cestou k jeho konečné a věčné vlasti, do domu jeho nebeského Otce. Od prvních století křesťanství se však význam výrazu peregrinus zúžil, nabyl zvláštního smyslu, soustřeďujícího se na tento svět, když začal označovat osobu nebo skupinu osob, která se vydala na cestu ze svého domova na nějaké posvátné místo, aby tam vykonala nějaký zbožný náboženský úkon, splnila nějaký slib, anebo také jako kající čin.
V tomto smyslu poutníky a pouť nevynalezlo křesťanství. Putovat na místa považovaná za posvátná, to byl úkon společný všem starověkým náboženstvím, a tak předchází vznik křesťanství. To tento zvyk putovat na posvátná místa převzalo od židovské tradice. Novozákonní knihy hovoří o pouti do jeruzalémského chrámu, konané nejen sv. Josefem a Marií, ale i samým Kristem a po jeho smrti i jeho apoštoly a učedníky.
Křesťanské poutě se nejprve konaly na místa spojená s narozením, životem, ukřižováním a vzkříšením Ježíše. Kromě raného příkladu Origena ze 3. století pocházejí dochované popisy křesťanských poutí do Svaté země ze 4. století, kdy poutě podporovali církevní otcové včetně sv. Jeronýma a zavedla je sv. Helena, matka Konstantina Velikého.
Papež Benedikt XVI. shrnul smysl křesťanské pouti takto:
Vydat se na pouť neznamená jen navštívit nějaké místo a obdivovat jeho přírodní, umělecké nebo historické poklady. Vydat se na pouť skutečně znamená vyjít ze sebe, abychom se setkali s Bohem tam, kde se zjevil, kde jeho milost zazářila zvláštním leskem a přinesla bohaté plody obrácení a svatosti mezi těmi, kdo věří. Křesťané putují především do Svaté země, na místa spojená s Pánovým umučením, smrtí a zmrtvýchvstáním. Putují do Říma, města mučednické smrti Petra a Pavla, a také do Compostely, která je spojena s památkou svatého Jakuba a která odedávna přijímá poutníky z celého světa, kteří touží posílit svého ducha apoštolovým svědectvím víry a lásky.

### Pouti do Svaté země

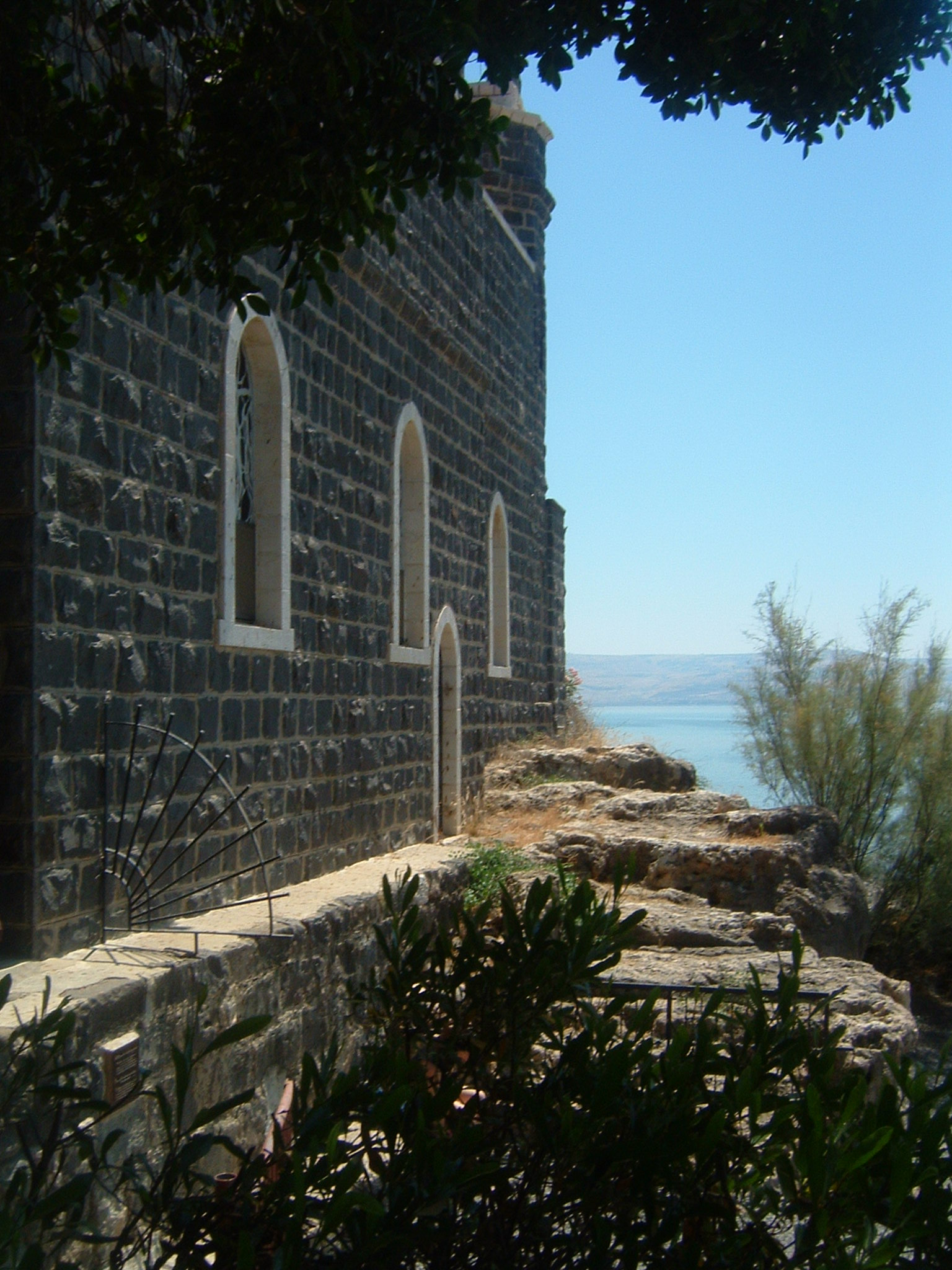
Zbytky schodiště na břehu Tiberiadského jezera popsané Egerií

Raní křesťané, aspoň v prvních staletích, s oblibou putovali ze zbožnosti a z pokání na posvátná místa ve Svaté zemi, posvěcená přítomností Kristovou, a k hrobům křesťanských mučedníků. Po pátém století se toto putování řídilo různými předpisy koncilů, jež zdůrazňovaly především pouť jako úkon pokání za hříchy a prostředek k duchovnímu očištění duše. Ve Svaté zemi se i v současnosti vyskytují stopy po těchto raných poutnících z 2. století. Ti vyškrabali jako mnozí později své modlitby na kameny v Nazaretě, kam tradice klade místo Zvěstování Panny Marie.

#### Itinerarium Egeriae
Významným a slavným svědectvím o množství poutníků na posvátná místa v Palestině po roce 313, kdy křesťané získali svobodu vyznání své víry, je také cestovní deník řeholnice Egerie (Itinerarium Egeriae). Její vlastí bylo pravděpodobně Španělsko, patrně pocházela ze zámožné rodiny a snad to byla abatyše nějakého kláštera. Její pouť trvala tři roky a uskutečnila se někdy mezi lety 363 a 380. Zážitky ze své cesty podrobně vypsala svým spoluřeholnicím. Její sdělení jsou proto často jediným, a proto velmi cenným pramenem k poznání tehdejší liturgie na Východě a vůbec situace svatých míst v její době.
Přibližně v téže době založil u Betléma mužský a tři ženské kláštery sv. Jeroným, který také dal nedaleko cesty vystavět útulek pro poutníky. Vyzýval také zbožné Římanky, aby si vykonaly pouť do Palestiny k místům, kde žil Kristus. Obvykle, když skupina poutníků přišla na nějaké památné místo, nejprve se pomodlili, pak se přečetl úryvek Písma svatého, týkající se onoho místa, recitoval se vhodný žalm a návštěva se ukončila další modlitbou.

### Pouti k hrobům mučedníků
Víra ve společenství svatých se zřetelně projevuje u raných křesťanů prvních staletí zvláště jasně na nápisech v římských katakombách. Pevně přesvědčeni, že ti, kdo dosáhli spásy, se mohou za ně u Boha přimlouvat, stávají se přímluvci za jejich spásu. Jsou to nejen apoštolové a mučedníci, ale také zemřelí členové vlastní rodiny. Především však se obraceli k mučedníkům, kteří prolili krev pro Krista u jejich hrobů, jak to dokazují jejich prosebné nápisy, vyškrabané na okolních stěnách. Zvláště mezi nimi vynikají v Římě ty, které byly nalezeny u hrobu obou apoštolů. Svědčí tedy o tom, že tyto hroby byly křesťany vyhledávány. Z nápisů není možno určit, zdali vznikly náhodně, nebo zdali se tyto návštěvy konaly v jisté dny. Starořímská pohanská tradice úcty k mrtvým totiž mohla ovlivnit i vývoj křesťanské úcty k mučedníkům, zvláště její vnější liturgický projev.

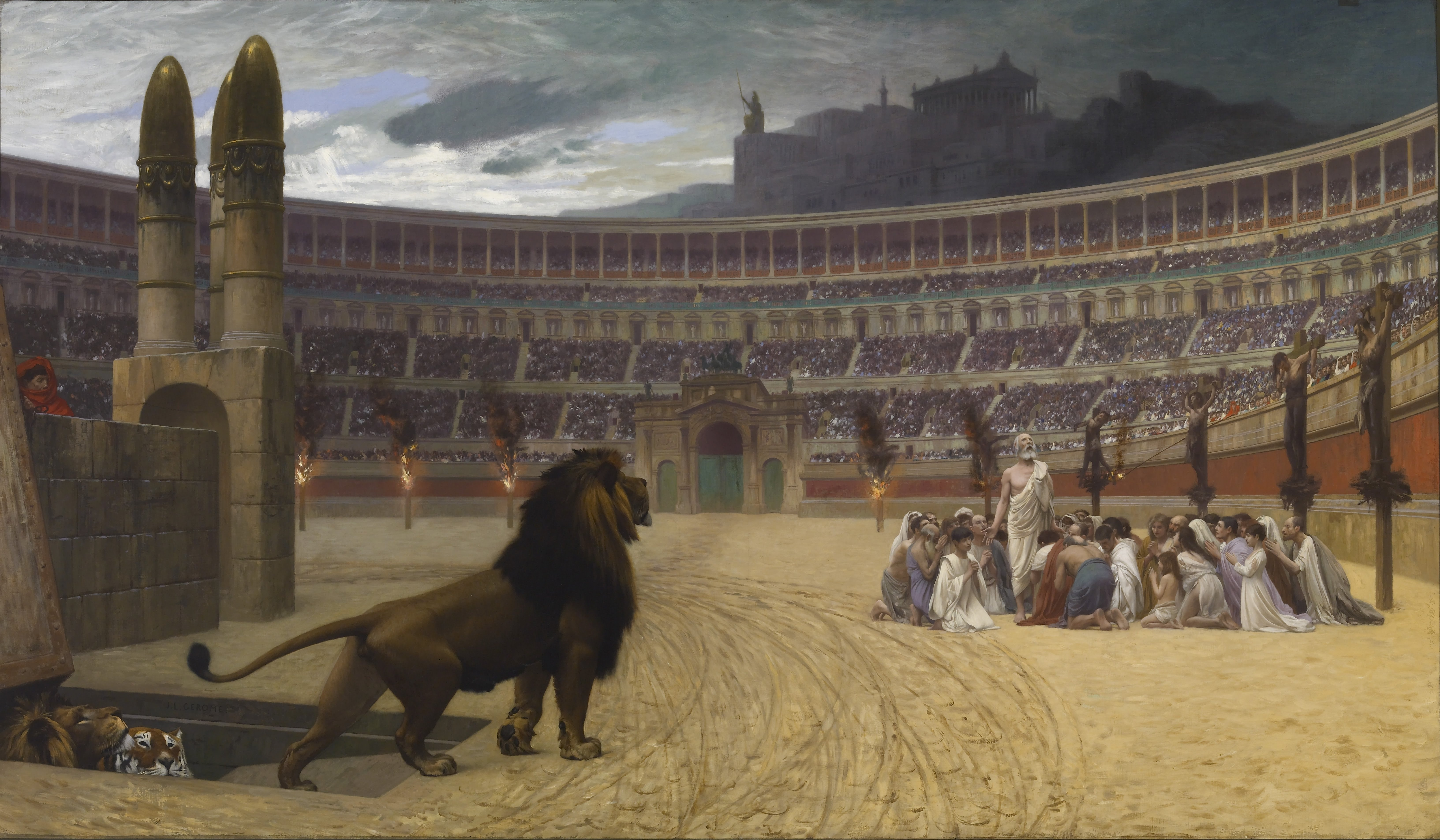
Poslední modlitba křesťanských mučedníků, Jean-Léon Gérôme (1883)

Bylo totiž zvykem v pohanském Římě, že se devátého dne, někdy už třetí den po smrti shromáždili rodinní příslušníci u hrobu zesnulého, aby tak ukázali svůj smutek a současně tam vykonali obvyklou pohřební hostinu. Tento obřad se opakoval ve výroční den nikoliv smrti, nýbrž narozenin zesnulého, zúčastnili se ho také jeho přátelé, dědicové a ti, kdo na něm záviseli, např. otroci, a ti, jimž udělil svobodu. Zemřelá osoba byla přítomna tak, že jí bylo vyhrazeno prázdné křeslo a byla podávána jídla, která jí byla zvlášť milá. Během hostiny přítomní vzpomínali zemřelého a na jeho počest se konaly úlitby vína. Chudší rodiny si počínaly skromněji, podle svých možností. Mimoto byli všichni zesnulí připomínáni ještě jednou, a to najednou v měsíci únoru, považovaném za měsíc mrtvých, ve dnech mezi 13. a 22. únorem, kdy se sešla celá rodina k hostině na počest všech rodinných zemřelých. Zdá se, že křesťané se nevzdali těchto už vžitých zvyklostí svého pohanského prostředí, ale upravili je tak, aby odpovídaly jejich víře ve věčný život. Hostiny v třetí, devátý a výroční den nebyly zakázány, ale vlivem sv. Augustina a Ambrože ve 4. století byl doporučován ke vzpomínce sedmý den na připomínku sedmého dne stvoření a dne Kristova zmrtvýchvstání, a od druhého století se slaví u hrobu eucharistická oběť. Zůstává sice rodinné občerstvení, ale klade se důraz na pohoštění chudých. Ve 4. století, kdy po roce 313 vstupuje do církve křtem množství pohanů, dosud přežívaly mezi nimi na mnohých místech různé pohanské zvyklosti.
To, co rodina konala pro své zemřelé, křesťanská obec spolu s biskupem činila pro své mrtvé, především pro mučedníky. Ve výročí jejich smrti, což pro křesťany byl jejich den narozenin k věčnému životu, biskup za přítomnosti křesťanského společenství slavil na hrobě mučedníka eucharistii. Během ní výjimečně nahradilo čtení z Písma svatého tzv. passio – zpráva o umučení světce. Tak se uchovávala památka mučedníka, jež měla sloužit věřícím za příklad. Také byly hroby mučedníků ozdobeny zvláštním způsobem a jejich náhrobky se nazývaly memoria – památka. Nicméně velice dlouho trvalo biskupům a kléru, než se podařilo potlačit tyto hostiny spojené s jídlem a pitím u hrobů mučedníků, neboť lid, zvláště ti, kdo se nedávno obrátili na křesťanství, nebyli ochotni vzdát se tohoto vžitého zvyku. Z toho pochopitelně vznikaly různé nepřístojnosti na posvátných místech.

### Křesťanství v pokonstantinovské svobodě

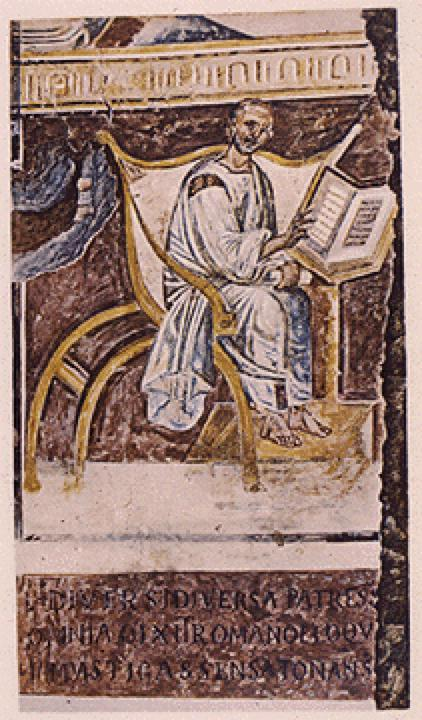
Nejstarší vyobrazení sv. Augustina (Řím, bazilika sv. Jana v Lateránu, 6. stol.)

Od čtvrtého století, když se díky Konstantinovi Velikému stalo náboženstvím Římské říše, se hroby mučedníků, na nichž vznikaly kostely a memorie, stávaly cílem křesťanů, kteří tam přicházeli zdaleka, a to nejen na Západě, ale také na Východě. Podle svědectví tehdejších biskupů kostel nad hrobem byl osvětlen ve dne v noci, davy lidí jím neustále proudily, někteří přespávali venku okolo kostela, jiní v xenodochiích, útulcích pro cizince, všude se množily memorie a oltáře nad hroby. Aby se zabránilo tomuto zlozvyku, musel v severní Africe zakročit koncil v Kartágu roku 401, který nařídil biskupům rozbořit memorie mučedníků a oltáře, kde není možno doložit, že by tam byl hrob mučedníka nebo jeho ostatky. Tam, kde to nebylo možno, měli napomenout věřící, aby se na takových místech neshromažďovali.
Žádná memoria neměla být považována za pravou, nenalezly-li se v tom místě autentické ostatky mučedníka, nebo neexistovala-li hodnověrná zpráva o mučednictví a o místě hrobu. Nemělo se věřit snům nebo zázračným zjevením. Možno říci, že na mnoha místech úmrtní den světce znamenal nával věřících do jeho baziliky, která byla slavnostně vyzdobena, osvětlena v noci, a liturgické obřady doprovázela téměř vždy lidová veselice, která tuto událost učinila ještě přitažlivější. V Římě se v jediný den 29. června slavily svátky svatého Petra a Pavla na třech místech: v bazilikách, kde jsou jejich hroby, a v katakombách sv. Šebestiána, kam byly podle tradice během pronásledování přeneseny dočasně jejich ostatky.
Různé přehmaty a nepřístojnosti, jež provázely požívání pokrmů a nápojů v kostelích a na hřbitovech u hrobů mučedníků, nutily biskupy k zákrokům a zákazům. V Miláně vyšel od sv. Ambrože zákaz přinášet s sebou jídlo na ona místa, v Africe v roce 393 během koncilu v Hippo dosáhl sv. Augustin souhlasu biskupů k vydání podobného zákazu.

### Pouť v době barbarských vpádů
Vlivem rozpadu západořímské říše a vpádů barbarů se značně ztížily podmínky pro konání poutí i na blízká místa. Kvůli bezpečnosti poutníků, kteří se ubírali na vzdálená místa, vznikaly psané tzv. itineráře a průvodce, kde se popisují místa, kterými je třeba projít, spolu s místními svatyněmi. Pro poutníky do Říma vznikly popisy města a jeho památek spolu s pokyny, kudy se k nim ubírat. Početné jsou také itineráře, tj. příručky popisující cestu do Svaté země z Francie, z Itálie a jiných zemí. Pro Svatou zemi byl vypracován seznam kostelů, klášterů a kněží působících na oněch místech.

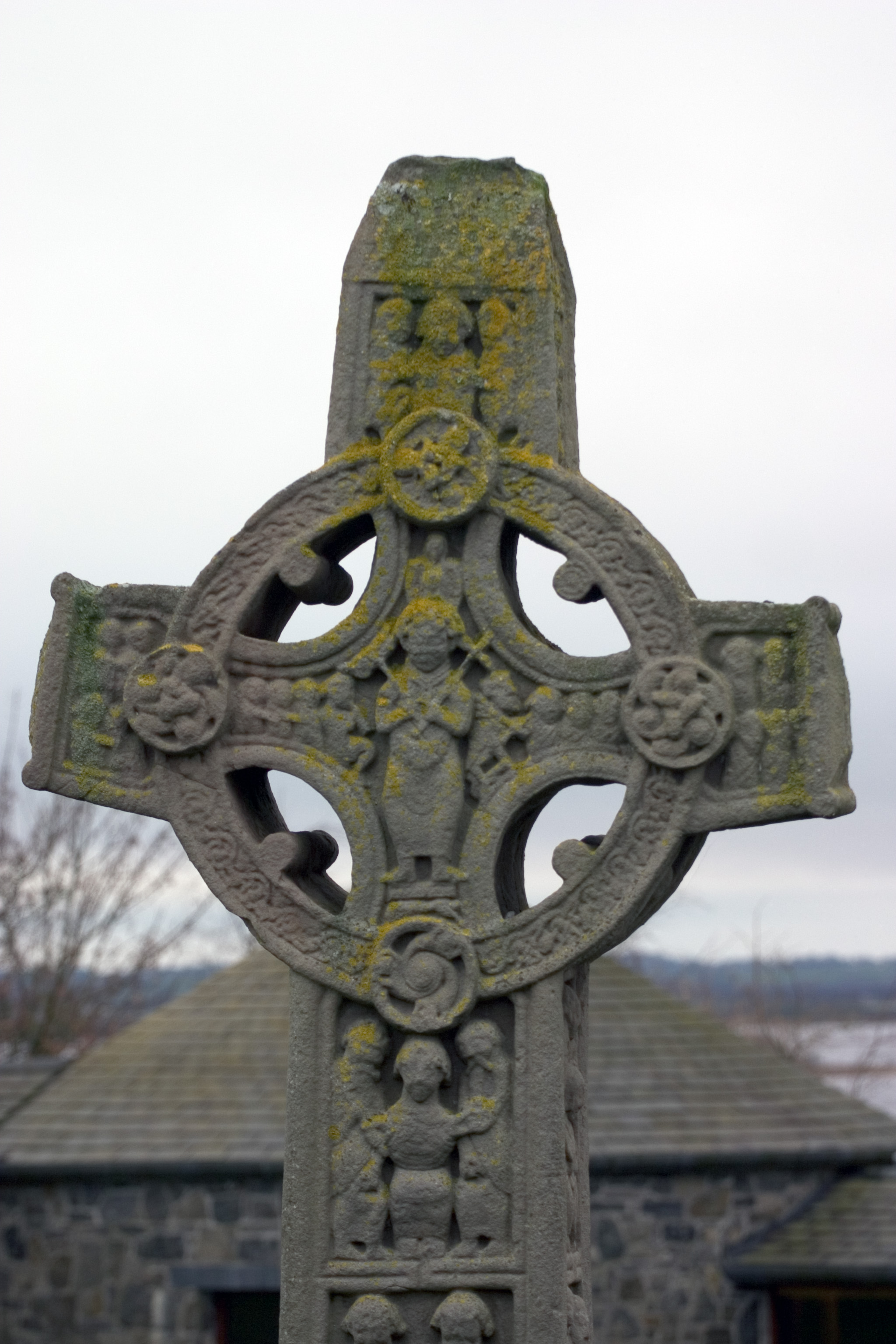
Kamenný keltský kříž irského kláštera Clonmacnoise

V 6. století, díky také irským mnichům, nabývá putování k hrobům světců v celé západní Evropě nové podoby. Když upadly předešlé úkony kajícnosti, začínala ji nahrazovat přísná keltská askeze, pronikající na evropskou pevninu z Irska. Je spojena se jménem sv. Kolumbána, sv. Havla a dalších irských mnichů, jejichž asketický život vzal na sebe formu „služby Bohu v kajícnosti, jež se také nazývá putování“. Tento způsob pokání je možno dobře pochopit, vezme-li se v úvahu, že v irské společnosti existovaly velmi úzké rodinné vztahy uvnitř klanu. Opustit rodinu a tyto přirozené svazky znamenalo ne menší oběť než zvolit si vyhnanství. Nebylo to ovšem pouhé oddělení od rodiny, ale byla to také příležitost k hlásání Krista lidem, kteří jej dotud nepoznali. Šesté až osmé století přineslo tuto pronikavou změnu v pojímání cíle pouti. Není to už pouhé navštěvování posvátných míst, ale úkon askeze a kajícnosti, který má člověka duchovně očistit, oddělit od denních starostí a zaměstnání, dát mu možnost k zamyšlení nad sebou a k znovuzískání hodnot evangelia. V oněch stoletích, zvláště po dobytí Svaté země muslimy, byl hlavním cílem poutníků Řím, a těm, kteří se vydali na pouť, se dávaly charakteristické názvy romerus, romerius, romipeta a romarius. Teprve další staletí dodala křesťanské pouti novou náplň.

### Středověká pouť
Kající pouť na posvátná místa nabyla takové obliby mezi křesťany, že veřejná moc považovala za svou povinnost zajistit poutníkům bezpečnou cestu. V roce 754–755 vydal franský král Pipin zákon – capitulare, jímž zakazoval komukoliv bránit poutníkům v přecházení mostů, v přepravě po vodě, činit jim jakoukoliv křivdu, nebo od nich vybírat mýtné pod pokutou.
Pro bezpečnost poutníků vznikaly pro ně též útulky při cestách, kde jim také byla poskytnuta pomoc. Většinou vycházel tento podnět od klášterů. Právě v té době byl při nejdůležitějším průsmyku, kterým vedla na jih cesta z Francie, Německa a Anglie, zřízen pro tento účel slavný hospic nazvaný Velký svatý Bernard. V útulcích poutníci také dostávali jídlo a nemuseli se obávat lupičů a zločinců podél cest. Císařové často stavěli kláštery spolu s útulky pro poutníky a věnovali jim prostředky na jejich pohoštění. V Římě samém zřídil obydlí pro poutníky papež sv. Řehoř Veliký koncem 4. století.

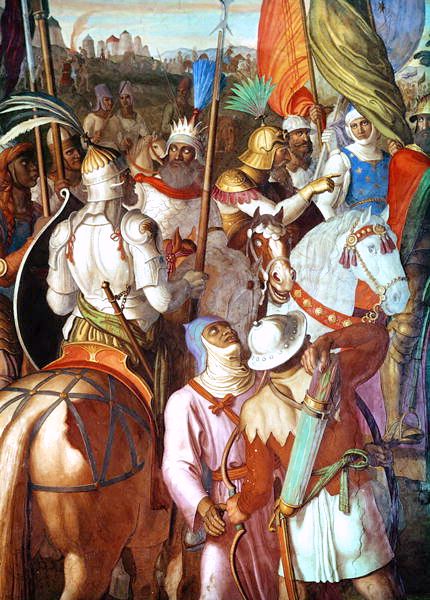
Saracénská armáda před Paříží, 730–732 n. l. (namaloval Julius Schnorr von Carolsfeld v l. 1822–1827)

#### Nebezpečí hrozící poutníkům na cestě
Ani hospice pro poutníky nemohly plně zajistit jejich bezpečí. V letech 921 a 923 Saracéni, kteří pronikli až na cestu vedoucí k Velkému svatému Bernardu, přepadli a povraždili tam početnou skupinu poutníků z Anglie. Z roku 1128 se zachovala zpráva o tom, jak na italské straně skupina poutníků s opatem Rudolfem ze Saint-Trond a s arcijáhnem Alexandrem z Lutychu byla při návratu do Francie překvapena obrovskými sněhovými vánicemi, pak donucena ve vesnici přeplněné poutníky zůstat na volném prostranství, kde se mnozí stali obětí lavin a mrazu, proti němuž neměli dostatečné oblečení, takže byli donuceni sestoupit do nížiny, kde očekávali vhodnější dobu pro návrat. Podobnými nebezpečími museli procházet i další poutníci, o nichž se nezachovaly zprávy.

### Cíle poutí na konci 1. tisíciletí
Řím zůstal dlouhou dobu takřka jediným cílem početných poutnických skupin i přes nebezpečí, jež jim hrozila. Nalezení domnělých ostatků apoštola svatého Jakuba ve španělské Compostele upoutalo zájem křesťanské Evropy. K šíření úcty k světci přispěli nemalou měrou opati reformního kláštera v Cluny, kteří mezi X. a XII. stoletím stavěli pro poutníky kostely, kaple a hospice zasvěcené apoštolovi podél cest vedoucích z Francie do Compostely. Záhy také vznikaly psané průvodce a itineráře, takže v poměrně krátké době, vzhledem k nepřístupnosti Svaté země, se tato nová svatyně stala jakousi náhražkou za návštěvu posvátných míst v Palestině. Kromě těchto velkých míst se začínají množit menší svatyně místního rázu na místech, kde se udály na přímluvu Matky Boží zázraky nebo skutečná či domnělá zjevení, nebo kostely zasvěcené tehdy oblíbeným světcům sv. Martinu z Toursu, sv. Michaelu archandělu, sv. Janu Křtiteli apod., jež se postupem času staly poutními místy.

### Křížové tažení jako pouť
Viz též: Křížové výpravy

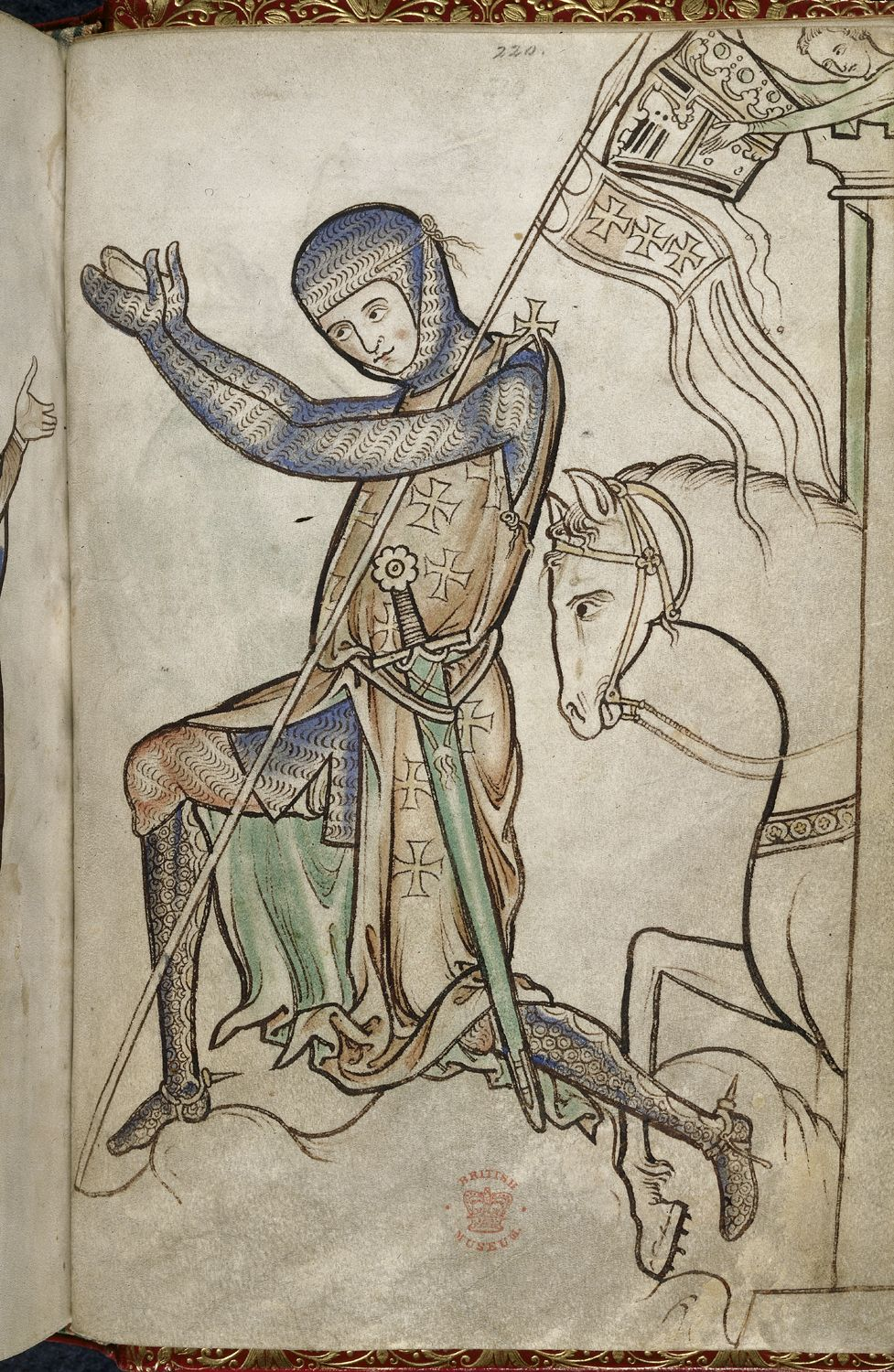
Modlící se křižácký rytíř na dobové miniatuře (BL MS Royal 2A XXII f. 220)

Jeruzalém padl do rukou muslimů roku 638, ale s městem samým zpočátku zacházeli šetrně. Počet poutníků se od té doby citelně zmenšil, ale pouti i přes nebezpečí, jež čekala poutníky na cestě, nikdy zcela neustaly. Teprve v roce 1071, když Jeruzalém dobyli seldžudští Turci, se postavení křesťanů v městě značně zhoršilo. Ještě v roce 1056 vedl do Jeruzaléma pouť 12 000 osob biskup Günther z Bamberka novou cestou Podunajím, jež se otevřela obrácením Uhrů na křesťanství a na níž byly po celé její délce zřízeny hospice pro poutníky. Jinou pouť 700 osob vedl opat ze St.-Vanne. Byli doprovázeni rytíři, kteří by byli v případě přepadení skupiny zasáhli zbraněmi na jejich ochranu. Všechny spisy o Svaté zemi z té doby nabádají poutníky, aby nikdy necestovali sami, ale vždy s někým jiným, případně ve skupině. Jeruzalém však nemohli navštívit, dokud nezaplatili muslimům daň. Tato nebezpečí, ponižování a urážky, jimiž byli poutníci zasypáváni od muslimů, spolu s obsazením Palestiny Turky a situace křesťanů ve Svaté zemi byly hlavními příčinami křížových válek. Byly však i další: hnutí potulných poustevníků-lidových kazatelů a úpadek klášterního typu života koncem 11. a ve 12. století vytvořily nový způsob pouti: křížové tažení, které mělo válkou zajistit křesťanům ve Svaté zemi klid a bezpečnost, a těm, kteří by se tažení zúčastnili, také usmíření s Bohem.
Mimoto křesťané-křižáci měli uskutečnit společnou pouť; nejenže postupovali společně, ale také se jí měli zúčastnit křesťané ze všech společenských vrstev: šlechtici, boháči, prostí lidé, kteří měli vytvářet jedno společenství, jež společně pokorně snášelo útrapy cesty. Hnutí bylo ve své podstatě náboženské. Cíl – Jeruzalém pozemský – v soudobé literatuře týkající se tažení je představován jako obraz nebeského Jeruzaléma, neboť v něm se odehrálo dílo vykoupení lidstva a tam také Pán sestoupí, aby soudil živé i mrtvé. Mnozí lidoví kazatelé, kteří vyzývali věřící k účasti na křížovém tažení, je také představovali jako pomoc k vniterné změně života a jako znamení obrácení odloučením od pozemských hodnot. Toto duchovní pojetí podpořili i papežové, kteří udělili účastníkům tažení plnomocné odpustky, tj. odpuštění všech časných trestů, kterými měli projít poté, co jim byly v svátosti pokání odpuštěny hříchy. Odpustky však byly vázány nejen na účast na výpravě, ale také na vykonání pouti na posvátná místa, až by křižáci osvobodili Jeruzalém.
Tento staletý vývoj křesťanské pouti na posvátná místa se později dovršil v nové formě ustanovením Svatých roků.

## Současná motivace poutníků

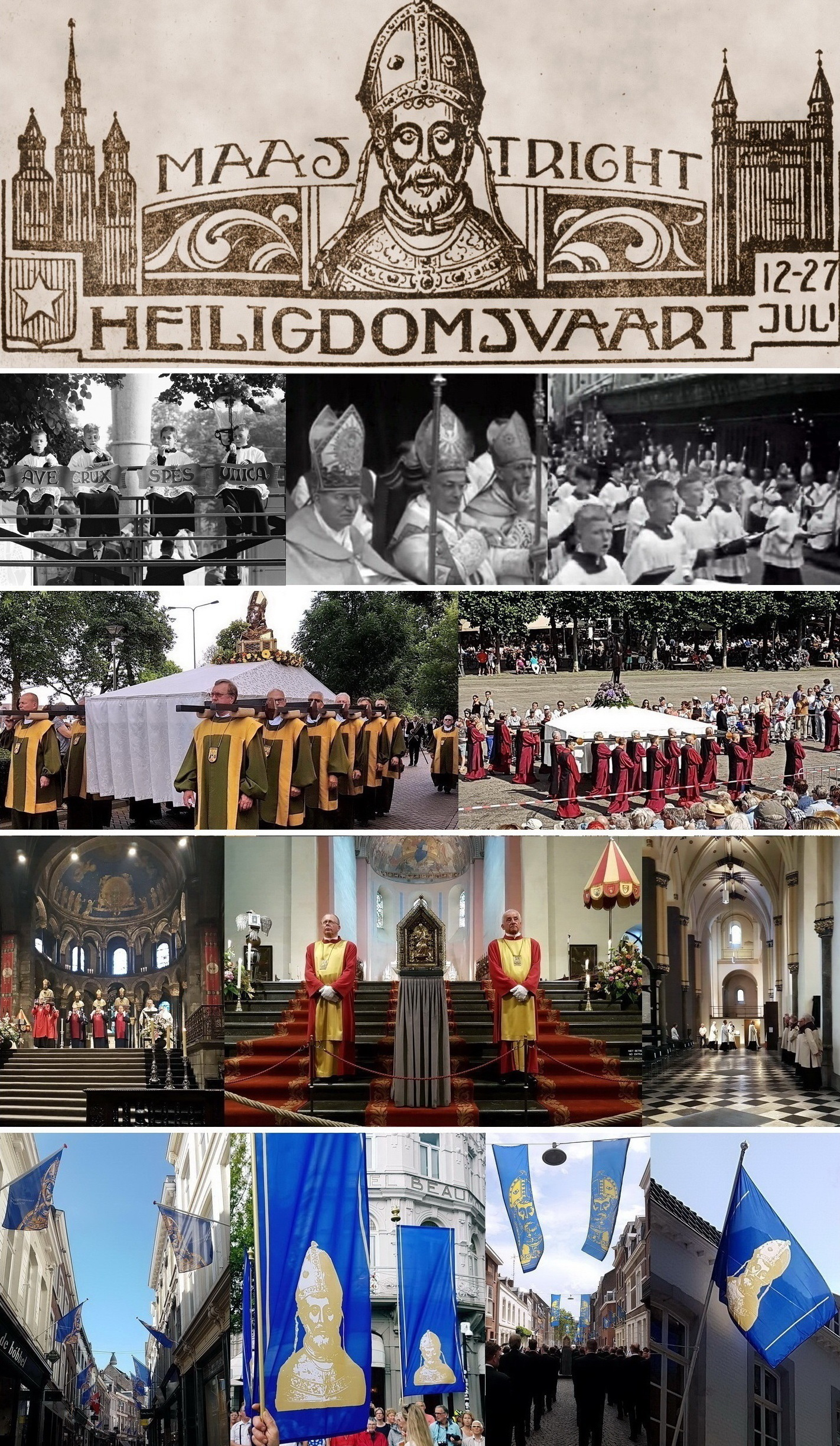
Pouť relikvií v Maastrichtu v letech 1930, 1955, 1976 a 2018

Motivace, které přitahují dnešní návštěvníky křesťanských posvátných míst, mohou být různé: náboženské, obecně duchovní, s kulturními zájmy atd. Tato různorodost se stala důležitým faktorem při řízení a pastoraci křesťanských poutí, jak ukázal současný výzkum mezinárodních svatyní a hojně navštěvovaných kostelů. I ve 21. století se poutě konají do Říma a na další místa spojená s apoštoly, světci a křesťanskými mučedníky, stejně jako na místa, kde došlo ke zjevení Panny Marie. Oblíbená je poutní cesta po svatojakubské cestě do katedrály v Santiagu de Compostela ve španělské Galicii, kde se nachází svatyně apoštola Jakuba. Každých sedm let se také koná kombinovaná pouť ve třech blízkých městech Maastrichtu, Cáchách a Kornelimünsteru, kde bylo možné vidět mnoho významných relikvií (viz: Pouť relikvií v Maastrichtu). 

## Cíle poutí

### Svatá země
První poutě se konaly na místa spojená s Ježíšovým působením. Kromě raného příkladu Origena, který „při hledání stop Ježíše, učedníků a proroků“ již v polovině 3. století našel místní lidové podání, které mu ukázalo skutečné místo, kde se došlo ke gerasenskému exorcismu, pocházejí dochované popisy křesťanských poutí do Svaté země a Jeruzaléma ze 4. století. Anonymní Itinerarium Burdigalense („Itinerář z Bordeaux“) poutníka z Bordeaux je nejstarší dochovanou zprávou o křesťanské pouti do Jeruzaléma a zaznamenává jeho návštěvu v letech 333 až 334.
Tradici poutí založila Helena, matka Konstantina Velikého, a podporovali ji církevní otcové jako sv. Jeroným. Začaly se také konat poutě do Říma a na další místa spojená s apoštoly, svatými a křesťanskými mučedníky a také na místa, kde došlo ke zjevení Panny Marie. Poutě do Říma se ve středověku staly běžným cílem poutníků z celého západního křesťanstva a důležitá místa byla uvedena v cestovních průvodcích, jako je Mirabilia Urbis Romae z 12. století.
V 7. století padla Svatá země za oběť islámské expanzi, a protože se pouť do Svaté země stala pro evropské křesťany obtížnější, vznikla v západní Evropě významná poutní místa, zejména Santiago de Compostela v 9. století, ačkoli cestovatelé jako Bernard Poutník se do Svaté země vydávali i nadále.

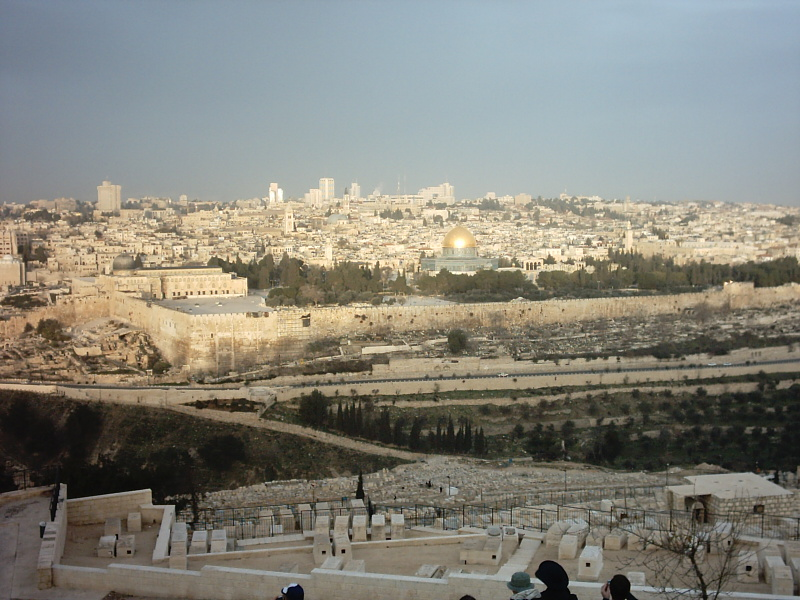
Jeruzalém (Svatá země) – město a místo posvátné judaismu, křesťanství i islámu

Politické vztahy mezi muslimskými chalífáty a křesťanskými královstvími v Evropě zůstaly ve stavu pozastaveného příměří, což umožnilo pokračování křesťanských poutí do muslimy ovládaných zemí, alespoň v určitých intervalech; například fátimovský chalífa al-Hakim bi-Amr Alláh nařídil zničení chrámu Božího hrobu, aby jeho nástupce povolil Byzantské říši jeho obnovu.
Seldžučtí Turci systematicky narušovali křesťanské poutní cesty, což se stalo jedním z hlavních faktorů, které později v 11. století podnítily křížové výpravy.
Křížové výpravy byly zpočátku úspěšné, křižácké státy, zejména Jeruzalémské království, zaručily ve 12. století křesťanským poutníkům bezpečný přístup do Svaté země, ale koncem 13. století byla Palestina znovu dobyta muslimskými Ajjúbovci.
Za Osmanské říše bylo cestování po Palestině opět omezené a nebezpečné. Dá se říci, že podnět k moderním poutím do Svaté země dal na počátku učenec Ernest Renan, jehož čtyřiadvacetidenní pobyt v Palestině popsaný v knize Vie de Jésus (vydáno 1863) rezonoval s Novým zákonem na všech stranách.

### Evropa

#### Santiago de Compostela, Španělsko
Další informace: : Santiago de Compostela a Svatojakubská cesta
Podle křesťanské tradice někdy mezi lety 818 a 842 za vlády Alfonse II. Asturského našel biskup Theodemar z Irie (zemřel 847) ostatky sv. Jakuba Většího. Kolem místa nálezu vznikla nová osada a poutní centrum, které bylo známo autorovi Usuardovi v roce 865 a v 10. století se nazývalo Compostella. Svatojakubská cesta se od 10. století stala hlavní poutní trasou středověkého křesťanství.

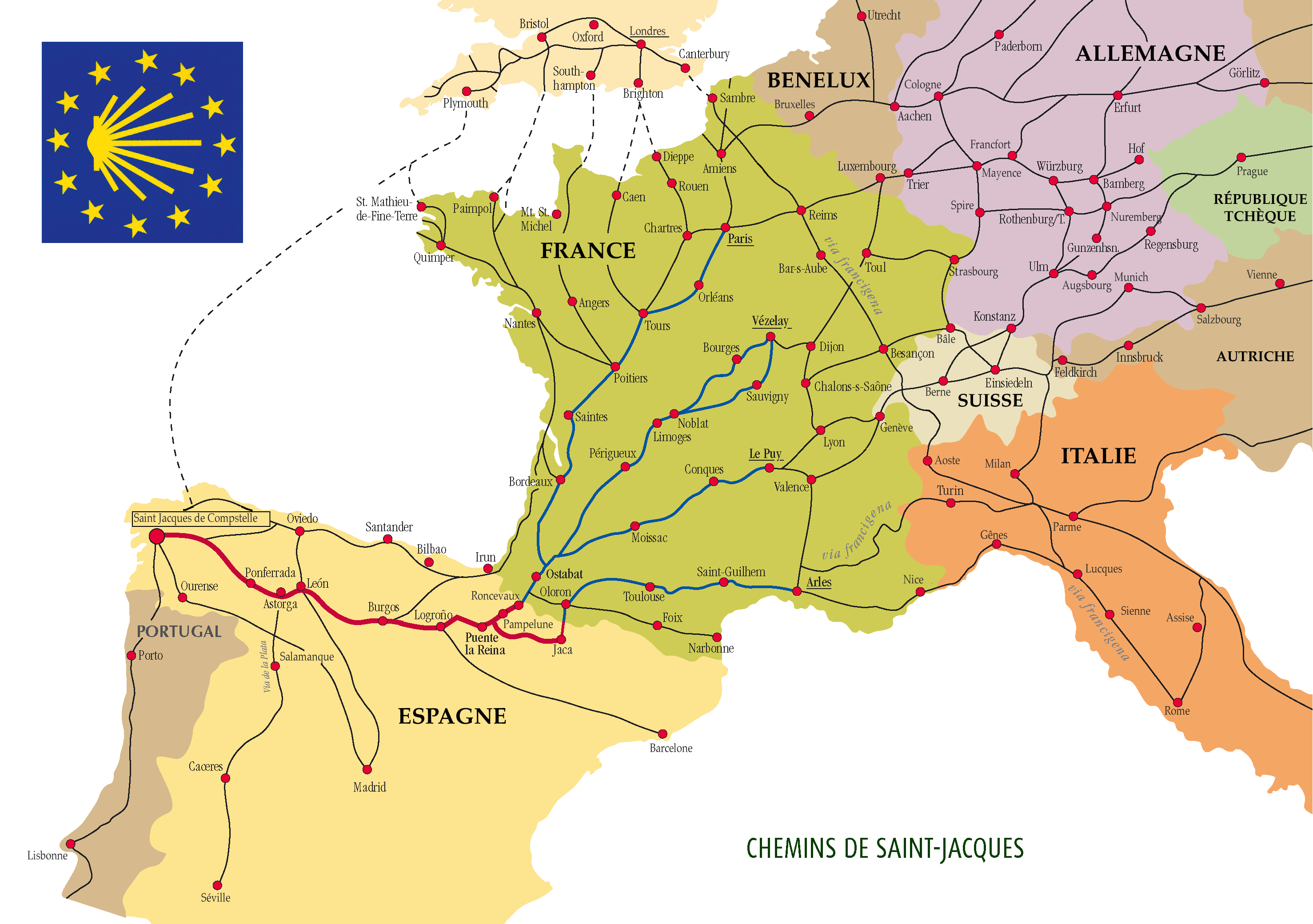
Svatojakubská cesta v Evropě

Papež Alexandr VI. oficiálně prohlásil Camino de Santiago za jednu ze „tří velkých poutních cest křesťanství“, vedle Jeruzaléma a Via Francigena do Říma. Ve 12. století se Compostela na popud biskupa Diega Gelmíreze stala arcibiskupstvím, které přitahovalo početné a mnohonárodnostní obyvatelstvo. Papež Benedikt XVI. řekl: „Je to cesta osetá tolika projevy horlivosti, pokání, pohostinnosti, umění a kultury, které k nám výmluvně promlouvají o duchovních kořenech Starého kontinentu.“ Mnozí se po jejích trasách dodnes vydávají jako po určité formě duchovní cesty či ústraní pro svůj duchovní růst. Oblíbená je také mezi pěšími turisty, cyklisty a organizovanými turistickými skupinami.

Camino Francés

V roce 1987 bylo Camino, které zahrnuje několik tras ve Španělsku, Francii a Portugalsku, vyhlášeno první kulturní stezkou Rady Evropy. Od roku 2013 Camino každoročně přiláká více než 200 000 poutníků, přičemž roční nárůst činí více než 10 %. Poutníci přicházejí převážně pěšky a často z okolních měst, přičemž k dosažení Santiaga potřebují několik dní chůze. Francouzská cesta (Camino Francés) přitahuje dvě třetiny chodců, ale i další menší trasy zažívají nárůst popularity. Camino Francés a severní trasy ve Španělsku byly zapsány na Seznam světového dědictví UNESCO, v roce 1998 je následovaly trasy ve Francii, a to kvůli jejich historickému významu pro křesťanství jako hlavní poutní trasy a svědectví o výměně myšlenek a kultur na těchto trasách.

#### Rome
Další informace: Via Francigena

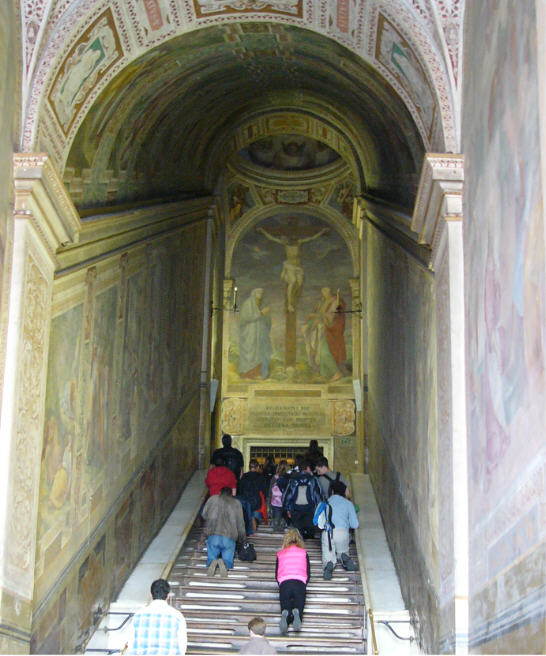
Svaté schody (it. Scala Santa)

Řím je od středověku významným křesťanským poutním místem. Poutě do Říma mohou zahrnovat návštěvu velkého množství míst, a to jak na území Vatikánu, tak na území Itálie. Oblíbenou zastávkou jsou Svaté schody (it. Scala Santa): podle křesťanské tradice jde o schody, které vedly do pretoria Piláta Pontského v Jeruzalémě a na nichž stál Ježíš Kristus během svého umučení na cestě k soudu. Schody údajně přivezla do Říma sv. Helena ve 4. století. Po staletí přitahovala Scala Santa křesťanské poutníky, kteří chtěli uctít Ježíšovo utrpení.
Cílem poutí je také několik katakomb vybudovaných v římské době, kde se křesťané modlili, pohřbívali své mrtvé a konali bohoslužby v dobách pronásledování. A různé národní kostely (mezi nimi San Luigi dei francesi a Santa Maria dell'Anima) nebo kostely spojené s jednotlivými řeholními řády, jako je jezuitský kostel Il Gesù a Sant'Ignazio.
Poutníci v Římě tradičně navštěvují sedm poutních kostelů (it. Le sette chiese) během 24 hodin. Tento zvyk, který byl ve středověku pro každého poutníka povinný, kodifikoval v 16. století sv. Filip Neri. Těchto sedm kostelů jsou: čtyři hlavní baziliky (sv. Petra ve Vatikánu, sv. Pavla za hradbami, sv. Jana v Lateránu a bazilika Panny Marie Sněžné (Santa Maria Maggiore)); zatímco další tři jsou: bazilika sv. Vavřince za hradbami (San Lorenzo fuori le mura) (paleokřesťanská bazilika), bazilika Svatého Kříže v Jeruzalémě (Santa Croce in Gerusalemme) (kostel založený Helenou, matkou Konstantina, v němž se nacházejí úlomky dřeva připisované svatému kříži) a Bazilika sv. Šebestiána za hradbami (San Sebastiano fuori le mura), který leží na Appijské cestě a je postaven nad římskými  katakombami sv. Šebestiána.

#### Romería

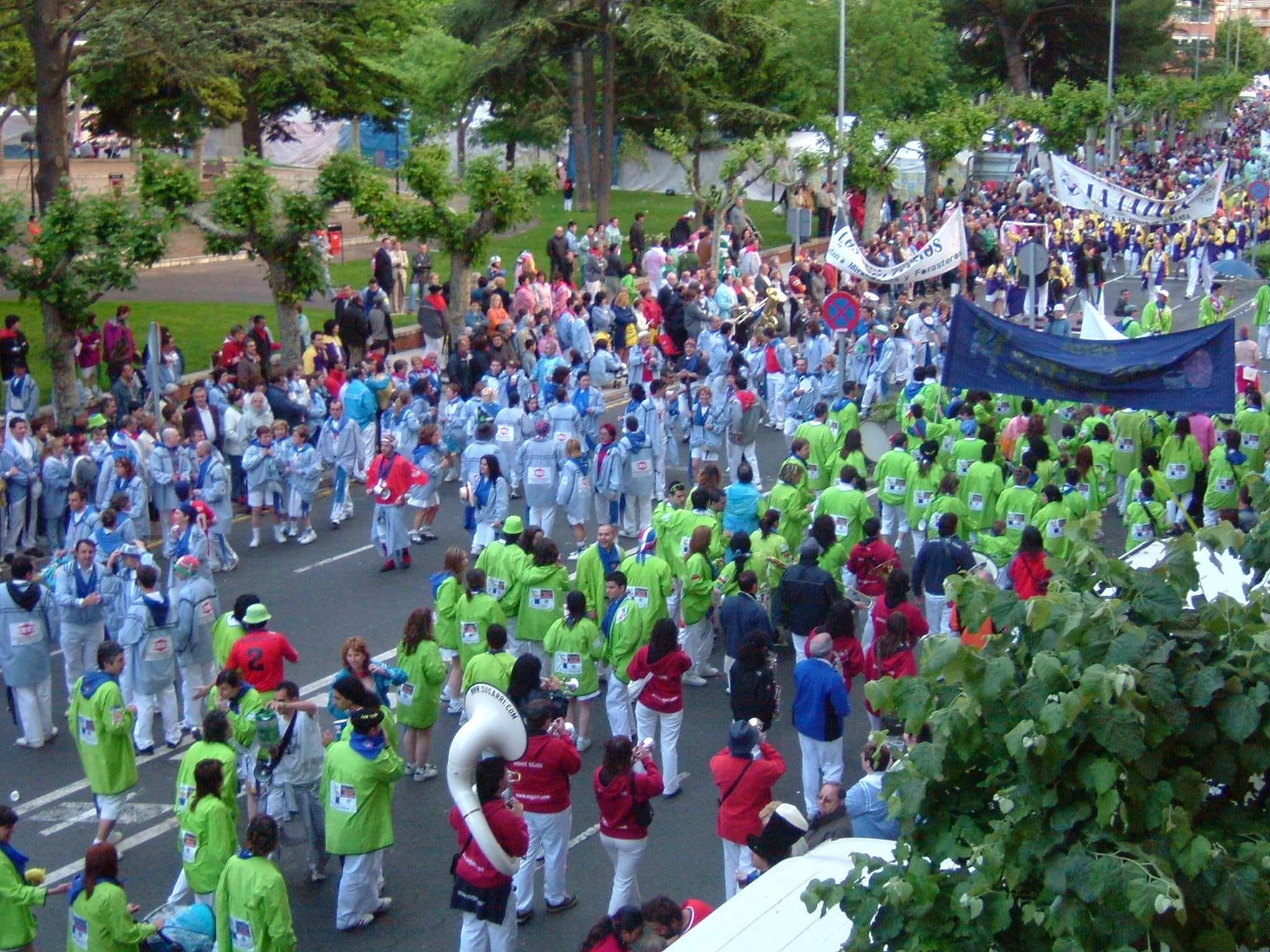
Romerie sv. Jana z Hory (2007)

Rómería (španělsky) nebo romaria (portugalsky) je druh každoroční římskokatolické církevní pouti na krátkou vzdálenost, která se koná na Pyrenejském poloostrově a v zemích dříve kolonizovaných Španělskem a Portugalskem. Termín pochází ze slova romero/romeiro, což znamená člověk putující do Říma. Putování se může konat v automobilech, na vozech, na koních nebo pěšky a jeho cílem je svatyně nebo poustevna zasvěcená duchovní osobnosti uctívané v daný den svátku. Kromě účasti na bohoslužbách a procesích se poutníci mohou účastnit také společenských akcí, jako je zpěv, hostina a tanec.

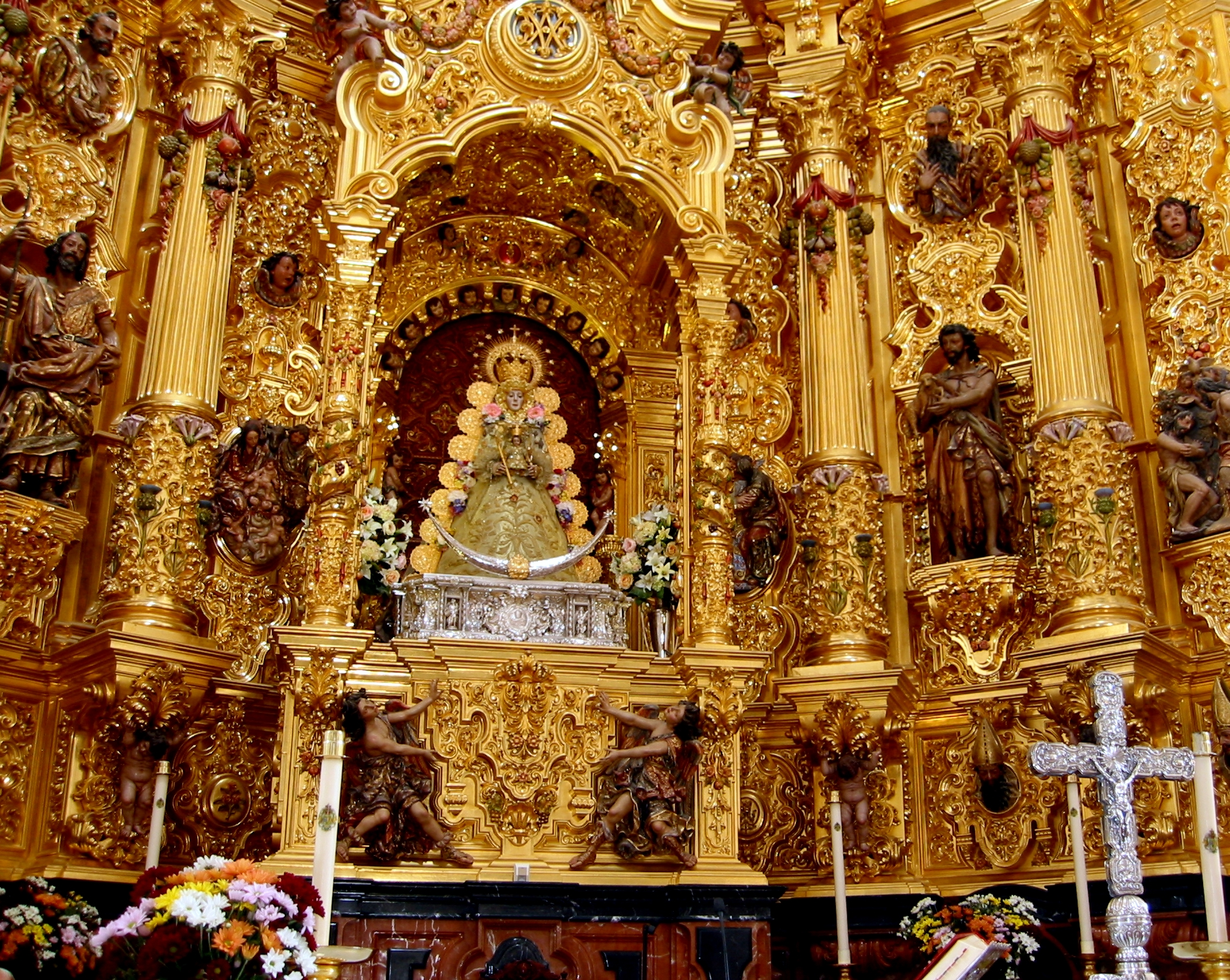
Socha Panny Marie z El Rocío

Jedním z nejznámějších příkladů poutě je pouť Nuestra Señora del Rocío, při níž se věřící vydávají do svatyně Virgen del Rocío ve vesnici Rocío v Almonte v Huelvě. Romerie sv. Jana z Hory, slavená v Miranda de Ebro, je druhou nejvýznamnější romerií ve Španělsku hned po El Rocío s více než 25 000 romeros.
Dalším typickým příkladem je Romería de la Virgen de la Cabeza (Andújar, Jaén), která je považována za nejstarší poutní cestu ve Španělsku a spočívá v putování poutníků z celé země do svatyně Virgen de la Cabeza, přes 33 km Andújaru v srdci přírodního parku Sierra de Andujar. Tato slavnost se koná poslední neděli v dubnu a je považována za národní turistickou událost. 
Typickým představitelem této tradice je Romería de la Virgin de Navahonda, která se slaví na jaře v madridské obci Robledo de Chavela.
Poutě se konají také na Kanárských ostrovech. Příkladem je La Romería de Santiago Apostol v Gáldaru. Namísto Ježíše se na poutích obvykle oslavuje Panna Maria formou obrazů a soch. 

#### Lurdy, Francie

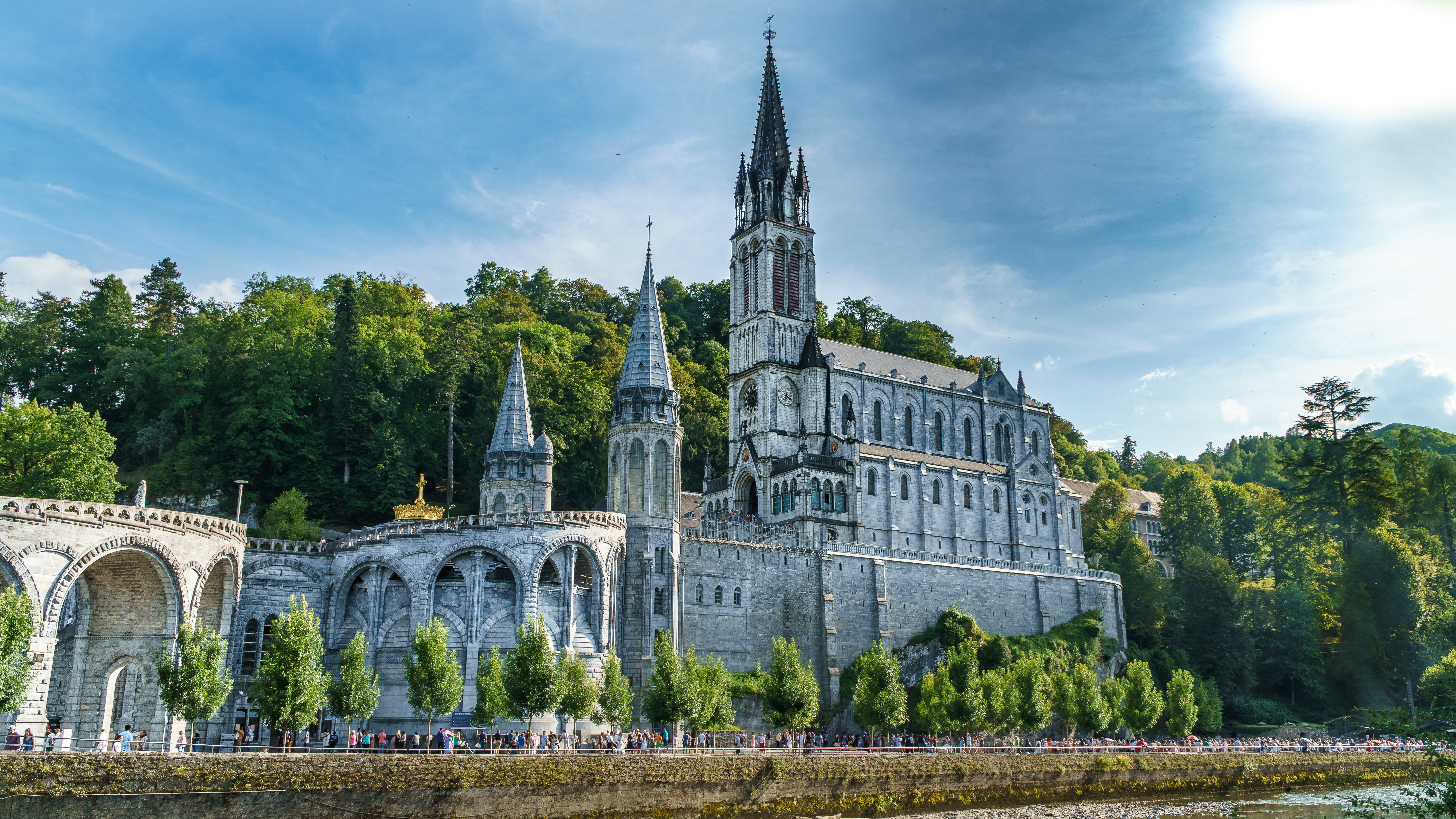
Svatyně Panny Marie Lurdské

Další informace: Zjevení Panny Marie v Lurdech
Svaté Bernadettě Soubirousové se  v Lurdech podle svědectví zjevila Panna Maria (v místním nářečí provensálštině se používá termín Lorda) celkem osmnáctkrát. Díky tomu se Lurdy staly významným poutním místem římskokatolické církve a místem zázračných uzdravení. Do Lurd dnes každou sezónu zavítá až 5 000 000 návštěvníků. Se svými asi 270 hotely mají Lurdy po Paříži druhý největší počet hotelů na kilometr čtvereční ve Francii. Nacházejí se zde některé luxusní hotely jako Grand Hotel Moderne, Hotel Grand de la Grotte, Hotel Saint Etienne, Hotel Majestic a Hotel Roissy.

#### Maastricht-Aachen-Kornelimünster, Německo a Nizozemsko
Další informace: Pouť relikvií v Maastrichtu
Kombinované sedmileté poutě v nizozemsko-německých městech Maastricht, Cáchy a Kornelimünster se konaly přinejmenším od 14. století. Německé slovo Heiligtumsfahrt znamená „cesta ke svatým ostatkům“.
Významné relikvie bylo možné spatřit na všech třech místech: v Maastrichtu relikvie pravého kříže, Mariin pás, paži sv. Tomáše a různé relikvie sv. Serváce; v Cáchách plenu a bederní roušku Ježíše, Mariiny šaty, roušku s useknutou hlavou Jana Křtitele a ostatky Karla Velikého; a v Kornelimünsteru bederní roušku, sudarium a plášť Ježíše, jakož i lebku papeže Kornelia. V Maastrichtu byly některé relikvie poutníkům shromážděným na náměstí ukazovány z trpasličího ochozu kostela sv. Serváce; v Cáchách se totéž dělo z westwerku věže mezi kupolía západní věží cášského dómu.
Popularita poutí Maastricht-Aachen-Kornelimünster dosáhla svého zenitu v 15. století, kdy v polovině července navštívilo tato města až 140 000 poutníků. Po přibližně 150leté přestávce byly poutě obnoveny v 19. století. Poutě v Cáchách a Kornelimünsteru jsou stále synchronizovány, ale maastrichtská pouť se koná o 3 roky dříve. V roce 2011 navštívilo maastrichtskou pouť přibližně 175 000 návštěvníků, v roce 2014 do Cách přišlo přibližně 125 000 poutníků.

#### Fatima, Portugalsko
Další informace: Fatima a Zjevení Panny Marie ve Fatimě
Fatimské mariánské zjevení láká každoročně miliony turistů z celého světa.

#### Canterbury, Anglie

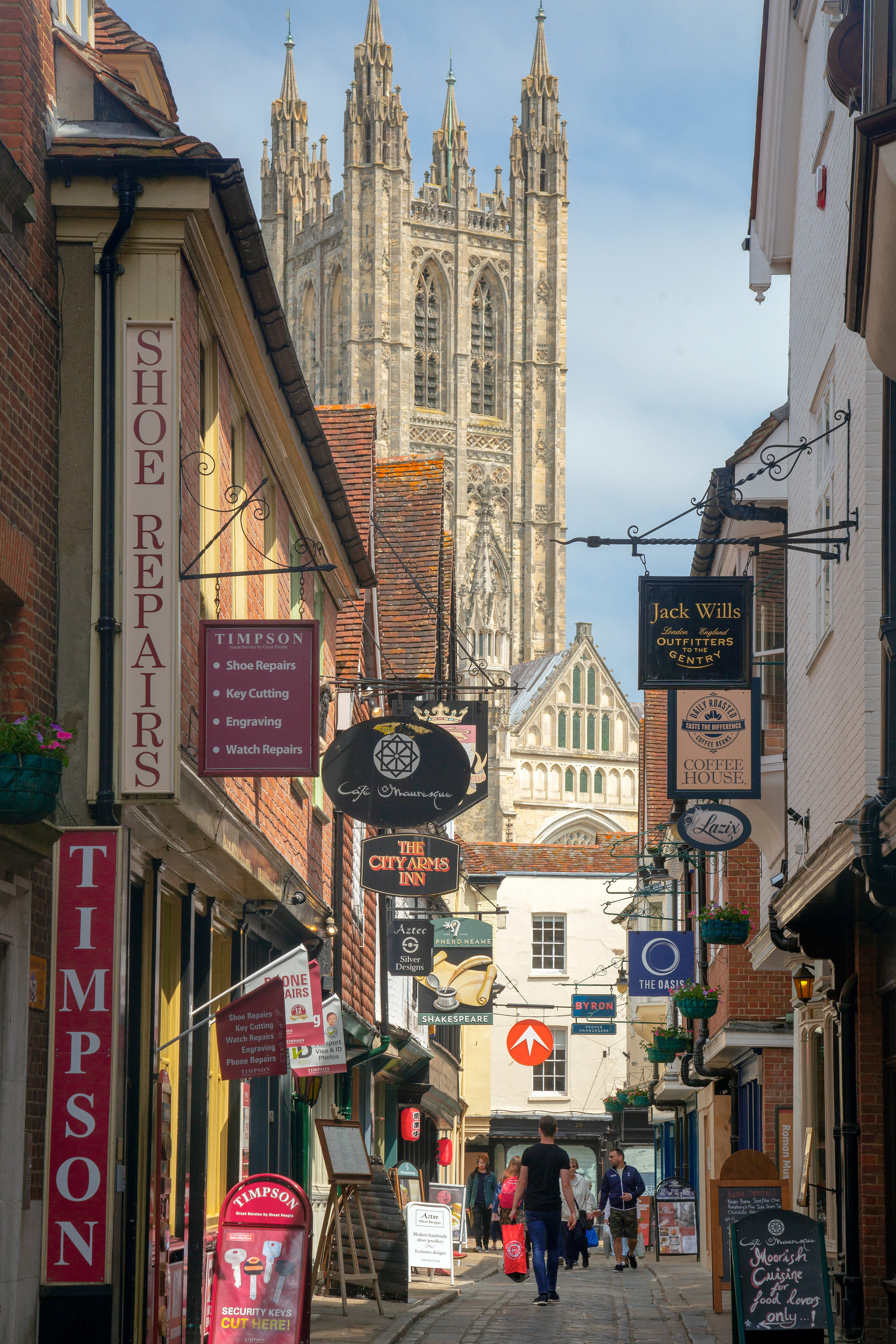
Typická ulice v Canterbury s katedrálou v pozadí

Po zavraždění arcibiskupa Tomáše Becketa v katedrále v roce 1170 se Canterbury stalo jedním z nejvýznamnějších měst v Evropě, protože poutníci ze všech koutů křesťanstva přicházeli navštívit jeho svatyni. Toto putování se stalo základem pro sbírku příběhů Geoffreyho Chaucera ze 14. století, Canterburské povídky. Hrad Canterbury byl dobyt francouzským princem Ludvíkem během jeho invaze do Anglie v roce 1215, než Janova smrt přiměla jeho anglické stoupence opustit jeho stranu a podpořit mladého Jindřicha III.
Během rušení anglických klášterů bylo zrušeno městské převorství, klášter a tři klášterní komunity. Opatství svatého Augustina, v té době 14. nejbohatší v Anglii, bylo odevzdáno koruně a jeho kostel a křížová chodba byly srovnány se zemí. Zbytek opatství byl během následujících 15 let rozebrán, i když část areálu byla přeměněna na palác. Svatyně Tomáše Becketa v katedrále byla zbořena a všechno zlato, stříbro a šperky byly odvezeny do londýnského Toweru a Becketovy obrazy, jméno a svátky byly po celém království zlikvidovány, čímž skončily poutě.

#### Jasná Hora, Polsko

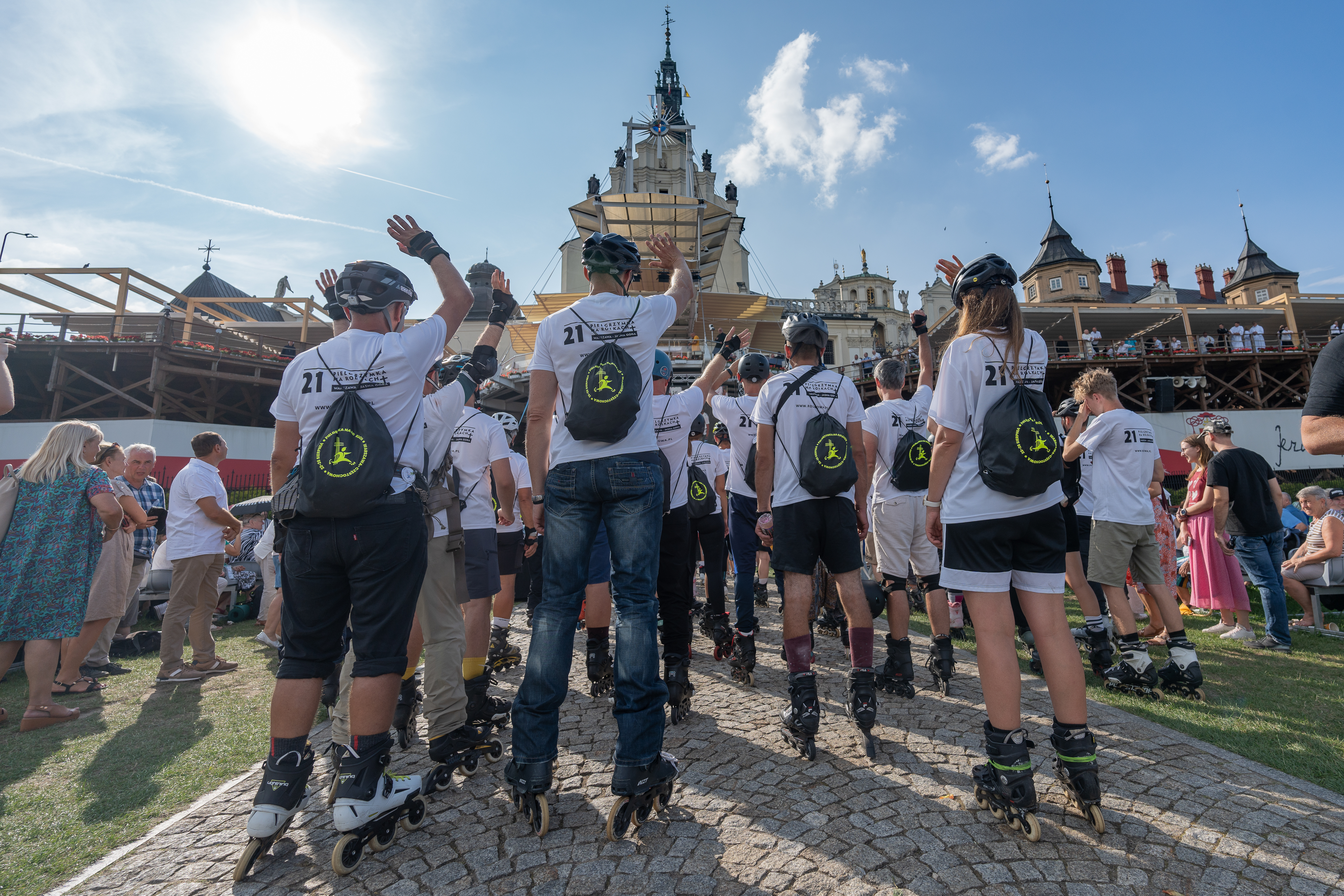
Poutníci na kolečkových bruslích na Jasnou Horu v roce 2024

V Polsku se nachází 96 poutních míst, avšak žádné z nich není tak oblíbené jako Jasná Hora v centru Čenstochové.
Jasná Hora v Čenstochové je poutní místo s dlouhou tradicí. Podle historických údajů sem v roce 1382 kníže Vladislav Opolský povolal paulíny z Uherska, čímž započal rozvoj tohoto poutního areálu. Tradice pěších poutí sahá do 15. století, přičemž nejstarší doložená skupina (z Gliwic) je z roku 1626.
Jasná Hora je nejnavštěvovanějším katolickým poutním místem v Polsku, kam před pandemií covidu-19 přicházelo ročně kolem 3 až 5 milionů poutníků. V roce 2023 navštívilo Jasnou Horu přibližně 3,6 milionu poutníků. Místo také drží prvenství v počtu pěších poutí: v roce 2002 sem dorazilo 211 pěších skupin s celkem 172 000 poutníky, zatímco v roce 2023 to bylo 228 pěších skupin, 200 cyklistických, 17 běžeckých, 2 bruslařské a 1 koňská, tedy celkem téměř 90 000 účastníků.
Hlavní náboženské slavnosti se konají během Velikonoc a při výročích spojených s Černou Madonou, které přitahují poutníky z celého Polska.

### Latinská Amerika
V Latinské Americe se nachází řada poutních míst, která byla předmětem studií antropologů, historiků a religionistů. V Mezoamerice některá z nich vznikla ještě před příchodem Evropanů a následně byla přeměněna na křesťanská poutní místa.

#### Aparecida, Brazílie

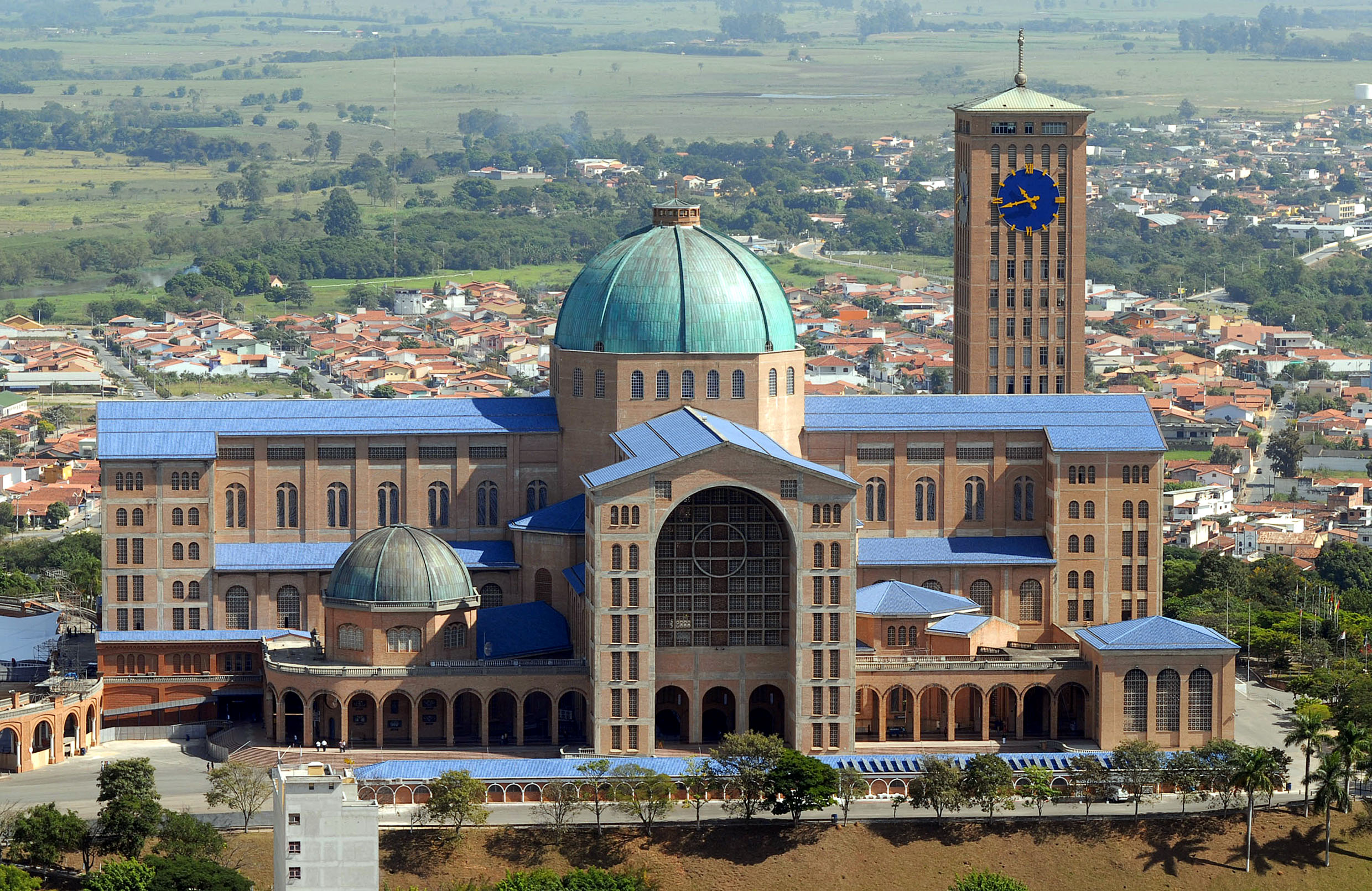
Národní bazilika ve městě Aparecida, São Paulo, Brazílie

Panna Maria Aparecidská je patronkou Brazílie. Panna Maria Aparecidská je uctívána v katolické církvi a představuje ji malý terakotový obraz Panny Marie Neposkvrněného početí. Historické zprávy uvádějí, že sošku původně našli tři rybáři, kteří po vzývání Panny Marie zázračně ulovili mnoho ryb. V současné době je socha umístěna v bazilice Panny Marie Aparecidské, která se nachází ve městě Aparecida v São Paulu. Baziliku každoročně navštíví více než 12 milionů věřících a poutníků.
Obvykle se používá šest hlavních tras: největší z nich, Cesta víry (O Caminho da Fé), měří přibližně 970 km, z toho přibližně 500 km vede přes pohoří Mantiqueira po polních cestách, stezkách, lesem a asfaltem a nabízí chvíle rozjímání a prožívání víry, fyzické i psychické uzdravování a propojení člověka s přírodou.

#### Guadalupe, Mexiko
Další informace: Panna Maria Guadalupská
Na kopci Tepeyac u Mexico City se dnes nachází bazilika Panny Marie Guadalupské, která je místem zjevení Panny Marie Guadalupské.

#### Panna Maria Zapopanská, Mexiko

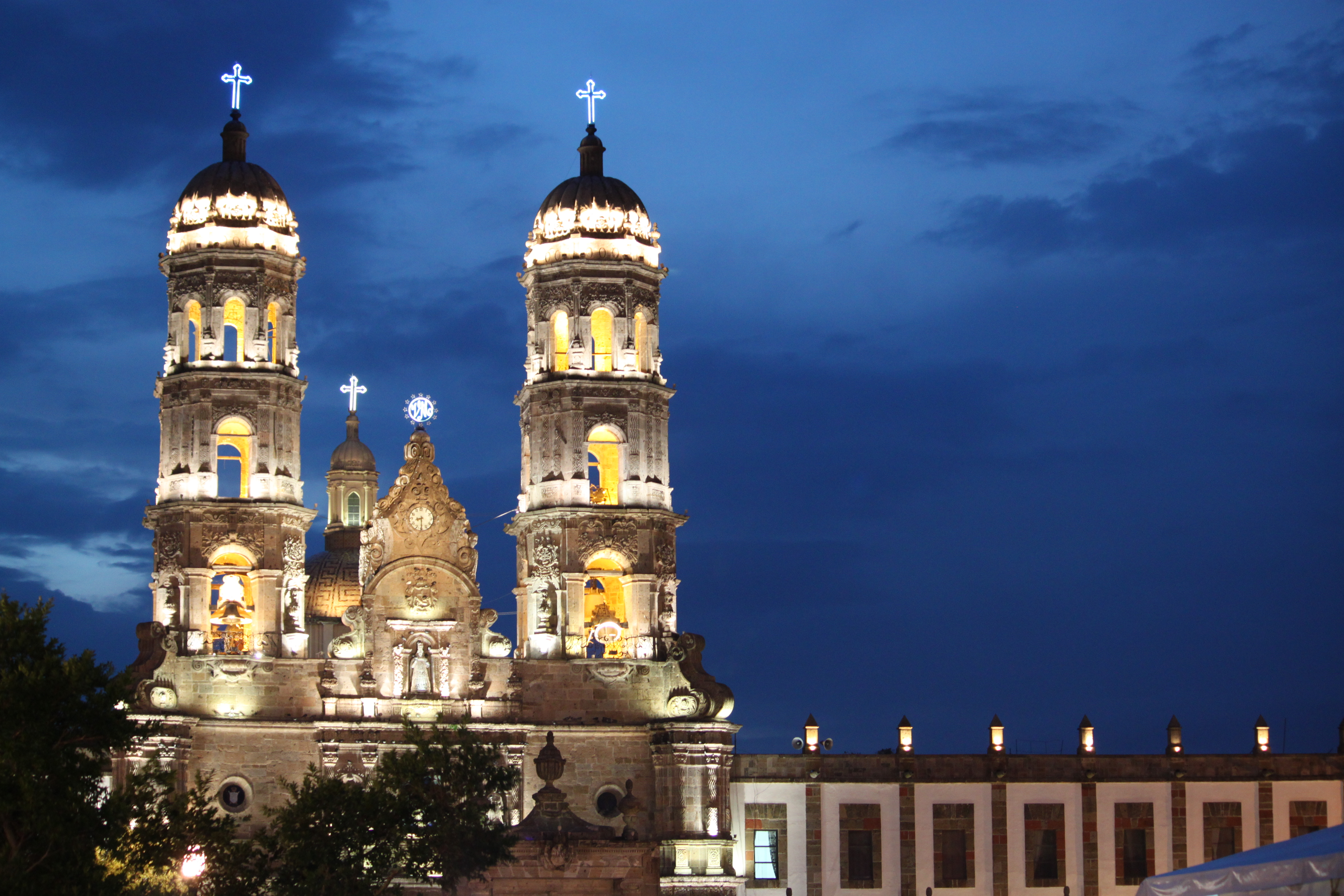
Bazilika Panny Marie v Zapopanu

V Mexiku poutníci navštěvují Pannu Marii Zapopanskou, která je považována za třetí nejvýznamnější poutní místo v zemi, hned po Panně Marii Guadalupské a Panně Marii San Juan de los Lagos. Pouť k Panně Marii Zapopanské se skládá z trasy dlouhé 8 km, která vede od katedrály v Guadalajaře k bazilice Panny Marie Zapopanské. Koná se vždy 12. října a sochu Panny Marie doprovází více než 3 000 000 lidí.

#### El Quinche, Ekvádor
El Cisne je město v jižní části Ekvádoru. Představitelé města v roce 1594 požádali sochaře Diega de Robles, aby vytvořil sochu Panny Marie z El Cisne, kterou vyřezal ze dřeva cedru. Každý rok 17. srpna se v El Cisne shromáždí tisíce poutníků, kteří sochu nesou v procesí dlouhém asi 74 km do katedrály v Loji, kde se 8. září koná velká slavnost, při níž se koná další procesí, aby se pak socha mohla vrátit zpět do El Cisne.

#### Quyllurit'i, Peru
Podle katolické církve je svátek na počest Pána z Quyllurit'i (kečuánsky Taytacha Quyllurit'i, španělsky Señor de Quyllurit'i) a vznikl na konci 18. století. Mladý domorodý pastevec Mariano Mayta se na hoře Qullqipunku spřátelil s mestickým chlapcem jménem Manuel. Díky Manuelovi Marianovo stádo prospívalo, a tak ho jeho otec poslal do Cusca, aby Manuelovi koupil novou košili. Mariano však nemohl nic podobného sehnat. Nakonec získal druh látky, který se však prodával pouze arcibiskupovi. Když se o tom dozvěděl biskup z Cusca, poslal tam skupinu, aby to prošetřila. Když se pokusili Manuela zajmout, proměnil se v keř, na němž visel obraz ukřižovaného Krista. V domnění, že arcibiskupova výprava ublížila jeho příteli, Mariano na místě zemřel. Byl pohřben pod skálou, která se stala poutním místem známým jako Pán Quyllurit'i neboli „Pán hvězdného (zářivého) sněhu“. Na tomto balvanu byl namalován obraz Krista.

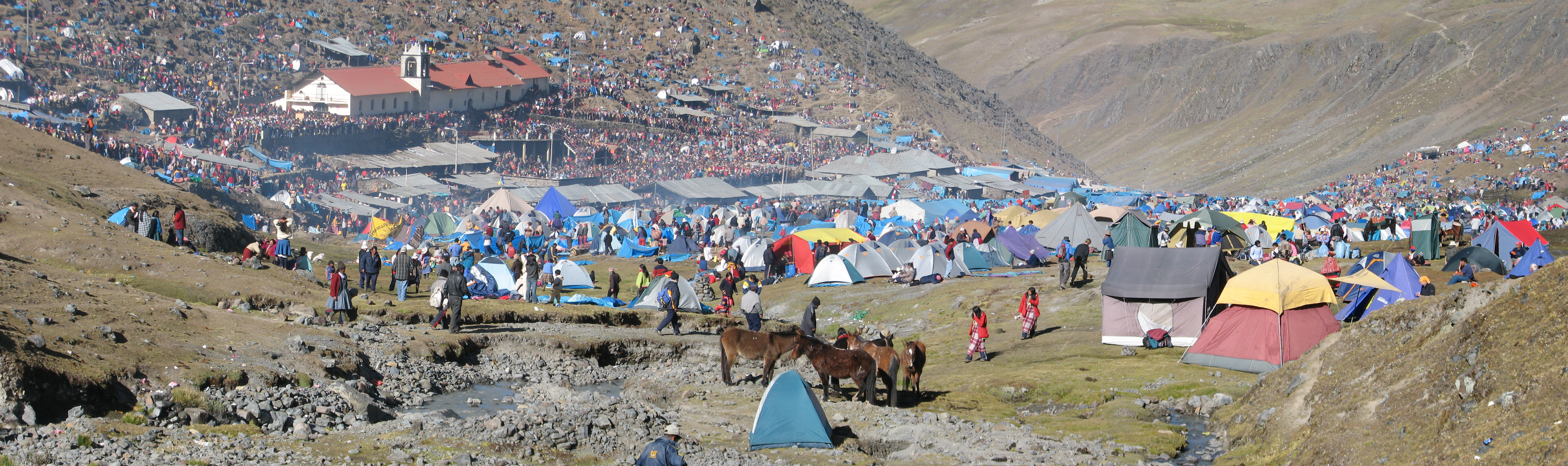
Panoramatický pohled na festival se svatyní Sinaqara v pozadí

Festival Quyllurit'i přitahuje tisíce domorodých obyvatel z okolních regionů, které tvoří skupiny Paucartambo (mluvící kečuánštinou) ze zemědělských oblastí na severozápad od svatyně a Quispicanchis (mluvící ajmarštinou) z pasteveckých (pasteveckých) oblastí na jihovýchodě, poblíž Bolívie. Obě moiety se každoročně vydávají na pouť a přivádějí velké skupiny tanečníků a hudebníků. Mezi účastníky se stále častěji objevují Peruánci ze střední třídy a zahraniční turisté.
Vrcholnou událostí pro domorodé nekřesťanské obyvatelstvo je opětovné objevení se Qullqa na noční obloze; je to východ slunce po úplňku. Desetitisíce lidí pokleknou, aby přivítali první paprsky světla, když slunce vystoupí nad obzor. Až do roku 2017 vykonávali hlavní akci pro církev ukukusové, kteří vystupovali po ledovci nad Qullqipunku ve výšce 5 522 m n. m. Vzhledem k téměř zmizelému ledovci však panují obavy, že led již nebude možné snést dolů. Ukukusové jsou považováni za jediné schopné vypořádat se s prokletými dušemi, které údajně obývají sněhová pole. Pouť a s ní spojený festival byly v roce 2011 zapsány na seznam nehmotného kulturního dědictví UNESCO. 

#### Copacabana, Bolívie

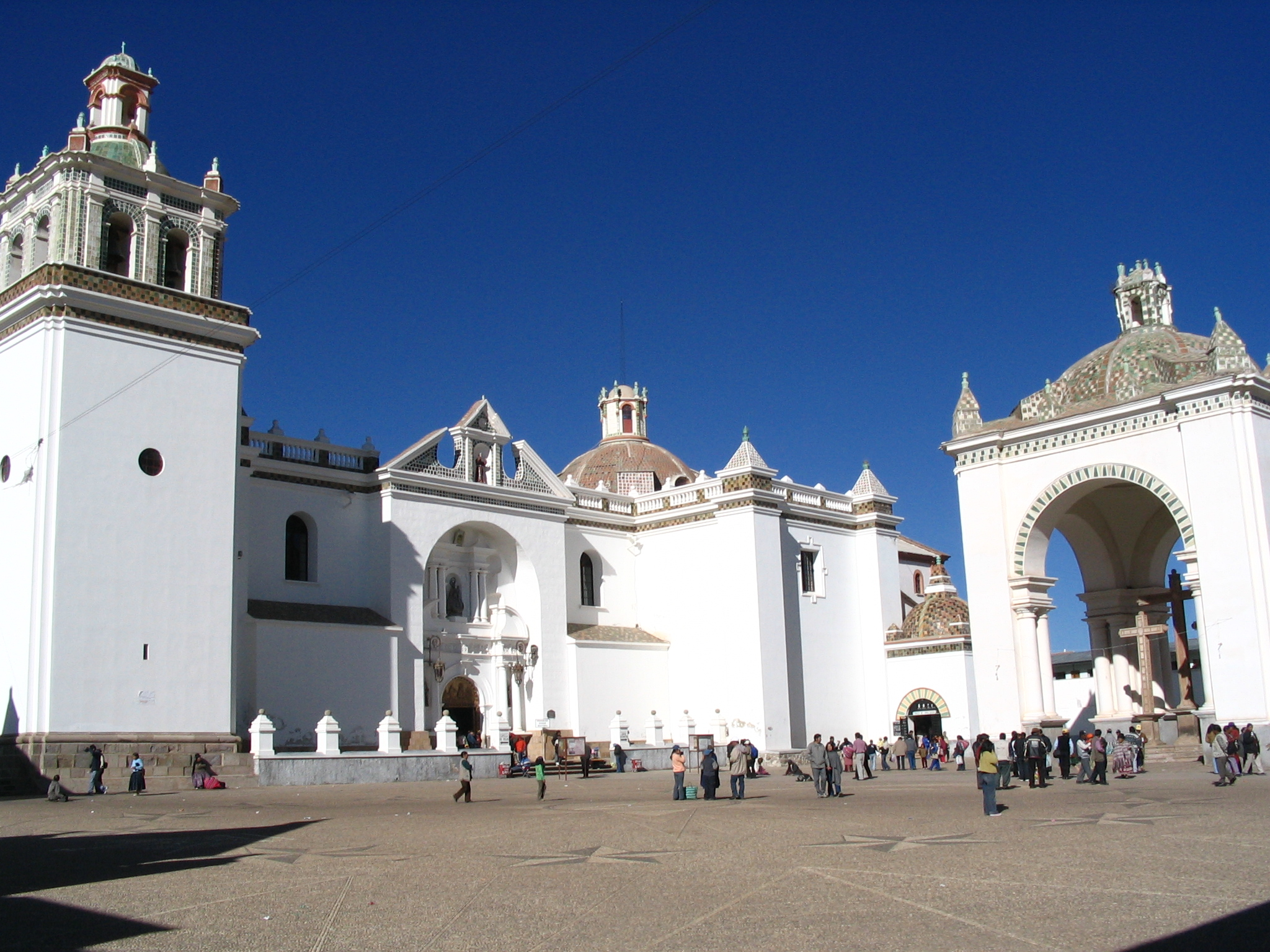
Bazilika Panny Marie z Copacabany

Před rokem 1534 byla Copacabana mezi desítkami dalších míst v Bolívii inckou výspou. Inkové ji považovali za klíč k velmi starobylé svatyni a věštírně na ostrově Titicaca, kterou přijali za své kultovní místo. V roce 1582 se vnuk inckého vládce Manco Kapac, ohromený pohledem na sochy Panny Marie, které viděl v některých kostelech v La Pazu, pokusil sám jednu vyrobit a po mnoha nezdarech se mu podařilo vyrobit jednu vynikající kvality a umístit ji v Copacabaně jako ochrannou patronku komunity.
Během velkého povstání domorodců v roce 1781 byl kostel znesvěcen, ale „Camarin“, jak se kaple nazývá, zůstal nedotčen. Copacabana je dějištěm často bouřlivých domorodých oslav. Urinsayové založení bratrstva Panny Marie přijali, ale nepřijali řezbu Francisca Tita a rozhodli se ji prodat. V La Pazu se obraz dostal ke knězi z Copacabany, který se rozhodl, že obraz přinese lidem. Dne 2. února 1583 byl obraz Panny Marie přivezen do oblasti. Od té doby se díky řadě zázraků připisovaných obrazu stala jednou z nejstarších mariánských svatyní v Americe. 2. února a 6. srpna se slaví církevní svátky s domorodými tanci.

#### Kostarika
V Kostarice se 2. srpna tradičně koná pouť do Cartaga, kde se prosí a děkuje Virgen de los Ángeles (Panně Marii Andělské), přezdívané la Negrita kvůli tmavě zelené barvě sochy, která ji představuje; socha se nachází v bazilice Panny Marie Andělské. Lidé z celé země, a dokonce i z jiných středoamerických zemí, se jí účastní pěšky nebo na koních. V roce 2009 byla kvůli riziku šíření viru AH1N1 oficiálně zrušena, ale místo toho se socha vydala na turné po městech.